# Maureen George
Maureen Jean George (Bulawayo, 1 de septiembre de 1955) es una exjugadora zimbabuense de hockey sobre césped.

## Trayectoria
George jugó para la selección de Zimbabue en los Juegos Olímpicos de Moscú 1980. La selección zimbabuense, no estaba clasificada para disputar la cita olímpica, pero debido al boicot que hicieron varios países a la competencia, obtuvo la invitación para participar en el torneo. En el certamen ganó la primera y única medalla de oro de su selección.